# Чемпионат России по женской борьбе 2010
Чемпионат России по женской борьбе 2010 года проходил с 12 по 13 июня в городе Пермь.

## Медалисты
| Весовая категория | Золото                                  | Серебро                                | Бронза                                                    |
| ----------------- | --------------------------------------- | -------------------------------------- | --------------------------------------------------------- |
| До 48 кг          | Алина Морева Чувашия                    | Любовь Кузьмина Москва                 | Татьяна Самкова Новосибирск Валерия Чепсаракова Кемерово  |
| До 51 кг          | Замира Рахманова Дагестан               | Екатерина Краснова Москва              | Любовь Сальникова Кемерово Марина Вильмова Москва         |
| До 55 кг          | Мария Гурова Московская область         | Ирина Ологонова Москва                 | Анна Максимова Брянск, Чувашия Ирина Кисель Кемерово      |
| До 59 кг          | Екатерина Вьюнова Брянск, Чувашия       | Маргарита Фаткулина Московская область | Екатерина Телелюхина Москва Жаргалма Цыренова Москва      |
| До 63 кг          | Анастасия Братчикова Московская область | Любовь Волосова Москва                 | Ксения Буракова Красноярск Ирина Сушко Тюмень             |
| До 67 кг          | Алёна Карташова Москва                  | Юлия Бартновская Красноярск            | Алёна Перепёлкина Санкт-Петербург Ирина Богданова Иркутск |
| До 72 кг          | Екатерина Букина Москва                 | Алёна Стародубцева Красноярск          | Марина Колобаева Москва Наталья Куксина Кемерово          |